# Funucuna
Funucuna, jedna od skupina chocoan Indijanaca i njihov jezik, koji je po jednoj klasifikaciji zajedno s ostalim choco jezicima pripadao skupini sjeverozapadnih karibskih jezika iz Kolumbije.

## Vanjske poveznice
- Noticias historiales de las conquistas de Tierra Firme en las Indias occidentales